# 波纹长纺蛛
波纹长纺蛛（学名：Hersilia striata）为长纺蛛科长纺蛛属的动物。在中国大陆，分布于云南等地。该物种的模式产地在云南。其种加词“striata”意为“有条纹的”。